# 國道客運台北總站
國道客運台北總站是臺灣臺北市中正區一座已拆除的長途客運轉運設施，位於重慶北路西側、原內政部警政署鐵路警察局北側，主要做為臺北轉運站啟用前的過渡性臨時設施，以解決臺北車站長途客運路線站點分散的問題。2005年8月16日啟用、2010年1月20日停止使用，後成為桃園機場捷運臺北車站站體用地。

## 概要

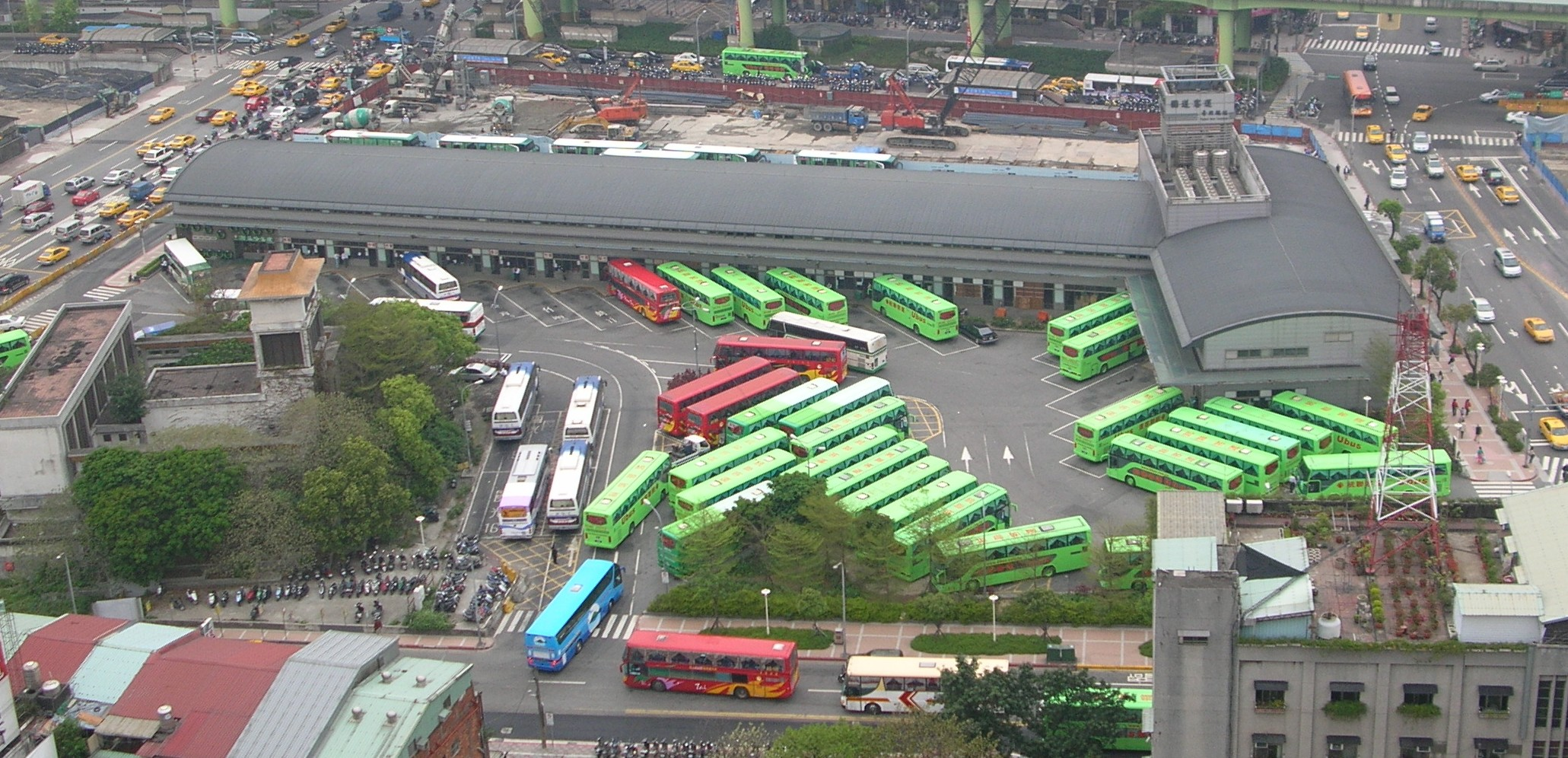
國道客運臺北總站俯瞰圖

自1990年代中華民國交通部開放中華民國國道長途客運路權以來，臺北車站周邊各家公路長途客運業者即在承德路等週邊道路密集設站，所產生的交通亂象問題叢生。為此，臺北市政府於臺北車站特定專用區交通九號用地規劃興建長途客運轉運設施，即現今的臺北轉運站，以期能減緩市區道路擁塞，不過遲遲未能落成；為了儘早解決問題，交通部公路總局決議另選地點先行設立臨時總站。
2005年8月16日，國道客運臺北總站於臺北車站特定專用區D1用地落成啟用，為台北市主要的公路長途客運（國道客運）車站，全盛時期共有49條路線，每日提供兩千餘班次通往全台各地，為台北市對外重要交通樞紐。
臺北轉運站在2009年8月19日啟用後，國道客運台北總站多數路線轉移至此。國道客運台北總站於2009年11月起拆除部分設施，僅剩28～34號共7座月台、10條路線。2010年1月20日，國道客運台北總站全面停止使用，剩餘路線移往臺北西站A棟，D1用地則移轉為臺北雙子星的建築基地。

## 過往停靠路線
各路線依月台編號順序如下：
- 1號月台 尊龍客運（和欣客運代駛）
  - 台北東區－台中(租用和欣客運車輛營運)

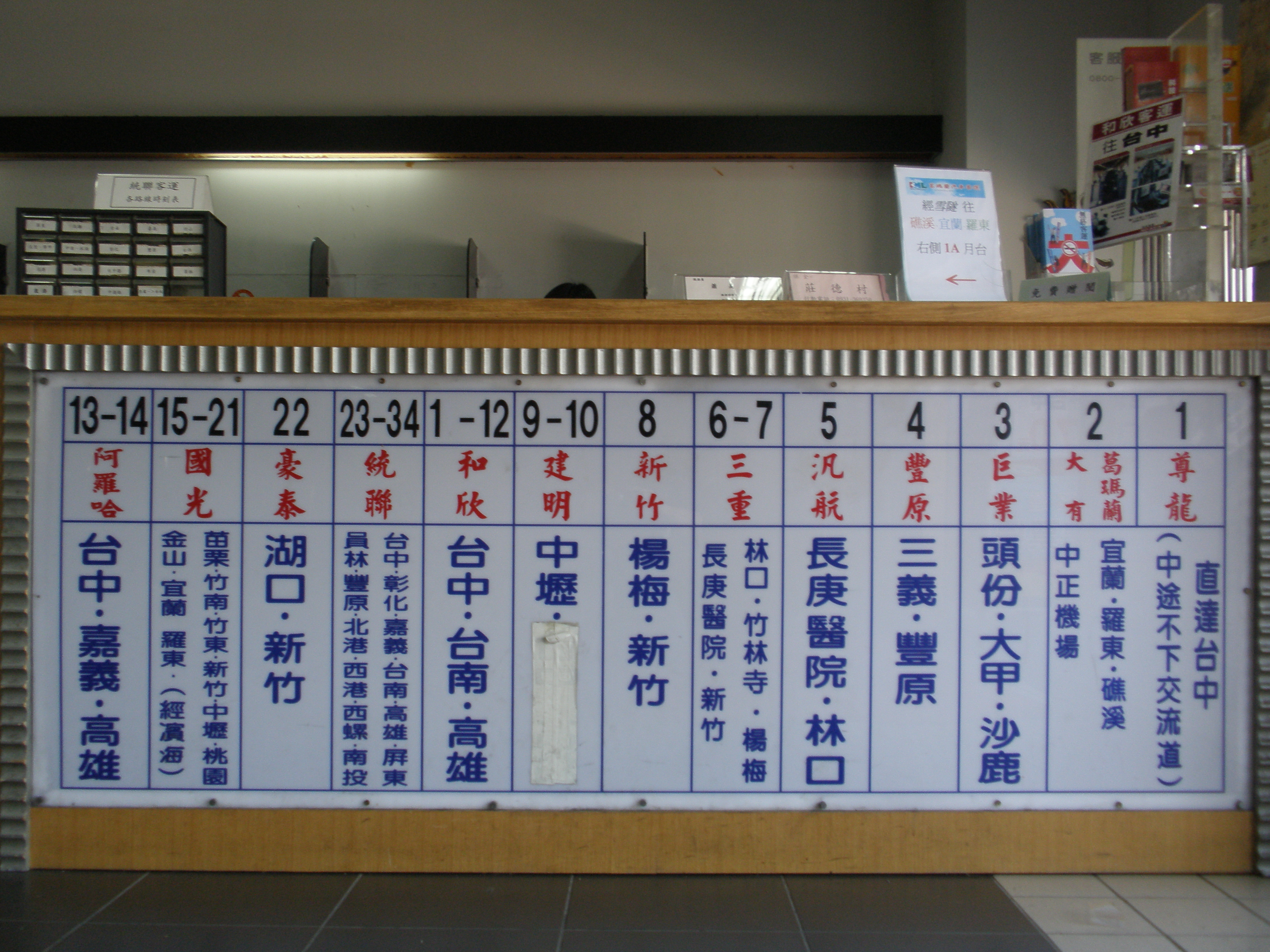
台北總站月台分配，2009年攝

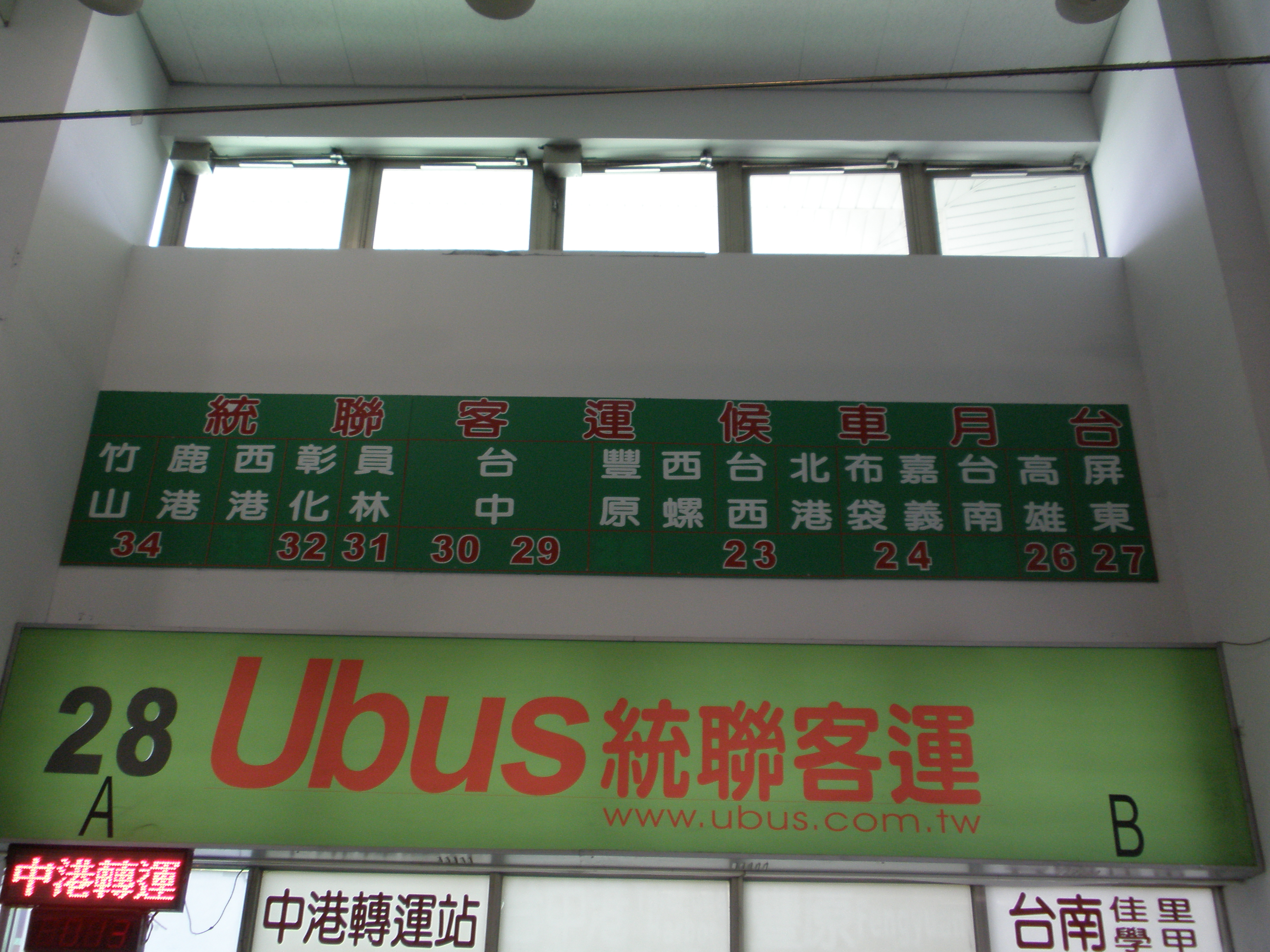
台北總站統聯客運月台分配，2009年攝

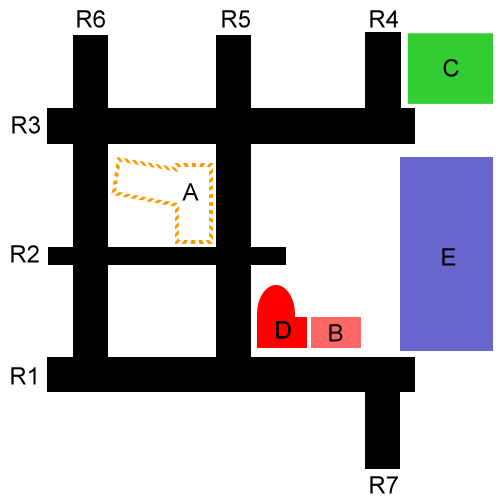
客運總站位置圖
A：國道客運臺北總站
B：臺北西站A棟
C：臺北轉運站
D：臺北西站B棟
E：臺鐵臺北車站
R1：忠孝西路
R2：北平西路
R3：市民大道
R4：承德路
R5：重慶北路
R6：延平北路
R7：館前路

- 1A號月台 葛瑪蘭客運（原福和客運使用，與大有巴士共用2號車格）
  - 板橋－宜蘭－羅東（宜蘭直達車／羅東直達車／全程車）
- 2號月台 大有巴士
  - 台北－桃園國際機場（西線）（末期使用28號月台）
- 3號月台 巨業交通
  - 台北－台中港（當時是由統聯客運行駛）
  - 台北－沙鹿
- 4號月台 豐原客運
  - 台北－豐原
- 5號月台 汎航通運
  - 台北車站－林口長庚醫院（末期使用33號月台）
- 6號月台 三重客運
  - 台北車站－林口竹林山觀音寺（亦經過林口長庚醫院）（末期使用29號月台）
- 7、8號月台 三重客運、新竹客運
  - 台北－楊梅（三重、新竹聯營）（末期使用29號月台）
  - 台北－新竹（三重、新竹聯營）
- 9、10號月台 建明客運（飛狗巴士）

- - 台北－高雄
  - 台北－中壢（末期使用28號月台）
- 11、12號月台 和欣客運

- - 台北－台中
  - 台北東區－台中（尊龍客運路線）
  - 台北－台中－嘉義
  - 台北－台南
  - 台北－台南－高雄
- 13、14號月台 阿羅哈客運
  - 台北－台中朝馬(區間車)
  - 台北－嘉義
  - 台北－高雄
- 15～21號月台 國光客運
  - 台北－二城－羅東（末期使用30號月台）
  - 台北－竹安－南方澳（末期使用30號月台）
  - 台北－金山青年活動中心（大部分班次延駛至法鼓山）（末期使用32號月台）
  - 台北－桃園（末期使用30號月台）
  - 台北－中壢（末期使用31號月台）
  - 台北－新竹
  - 台北－北二高－竹東
  - 台北－北二高－大溪－竹東
  - 台北－頭份－竹南
  - 台北－中山高－苗栗
  - 台北－北二高－苗栗
- 22號月台 豪泰客運
  - 台北－新竹
- 23～34號月台 統聯客運
  - 台北－台中港
  - 台北－二水－竹山
  - 台北－北港－三條崙
  - 台北－布袋
  - 台北－朴子－東石
  - 台北－西港
  - 台北－西螺－四湖－三條崙
  - 台北－西螺－林厝寮－三條崙
  - 台北－虎尾－三條崙
  - 台北－草屯－竹山
  - 台北－鹿港－芳苑
  - 台北－麻豆－佳里－漚汪
  - 台北－學甲－苓子寮
  - 台北－中山高－台南
  - 台北－中清路－台中
  - 台北－中港路－台中
  - 台北－台中中港轉運站（向經過路線補位）
  - 台北－台中朝馬（向經過路線補位）
  - 台北－屏東
  - 台北－員林
  - 台北－高雄
  - 台北－嘉義
  - 台北－彰化
  - 台北－豐原－東勢